# Calothamnus aridus
Calothamnus aridus är en myrtenväxtart som beskrevs av Trevor J. Hawkeswood. Calothamnus aridus ingår i släktet Calothamnus och familjen myrtenväxter. Inga underarter finns listade i Catalogue of Life.